# 威州 (甘肃)
威州，唐朝时设置的州。
大中三年（849年），以安乐州置威州，治今宁夏同心县下马关乡红城水古城。领鸣沙、温池二县，辖境约当今中宁县、中卫市以东、同心县北部，盐池县西部，吴忠市以南地区。属朔方節度使。光啟三年（887年），改治涼州鎮為行州，鸣沙、温池二县廢除。後晋天福四年（939年）移至灵州方渠镇（今甘肃省环县）。後周廣順二年（952年）威州改為環州。后周显德四年（957年），将環州改為通遠軍，方渠镇改為通遠县。北宋咸平年間，通遠軍被西夏攻占，于今同心县东北韦州镇复置威州，或称韦州、南威州，置韦州静塞军司。